# Hexatoma (Eriocera) fuscinervis
Hexatoma (Eriocera) fuscinervis is een tweevleugelige uit de familie steltmuggen (Limoniidae). De soort komt voor in het Afrotropisch gebied.